# مجمع القسطنطينية الثالث
كان الداعي إلي المجمع هو قسطنطين الرابع وترأس المجمع البطريرك جورج الأول والبابا أجازو وأنعقد في الفترة ما بين 7 نوفمبر 680 م إلي 16 سبتمبر 681 م وقُبل من الروم الكاثوليك والكاثوليك الأوائل والأرثوذكس المشرقيين واللوثريين فيما بعد وناقش المجمع المشيئة الواحدة والمشيئتين الالهية والإنسانية ليسوع.